# Noord Aa
Pour les articles homonymes, voir Aa.
Le Noord Aa est un cours d'eau néerlandais de la Hollande-Méridionale. Il se trouve dans la commune de Zoeterwoude, et relie le Zoetermeerse Plas au Weipoortse Vliet.
Le nom de Noord Aa est parfois utilisé pour indiquer le lac du Zoetermeerse Plas même.

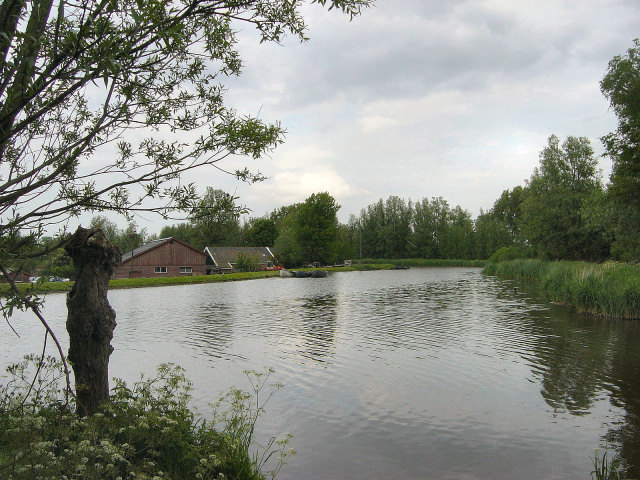
Noord Aa au sud de Zoeterwoude

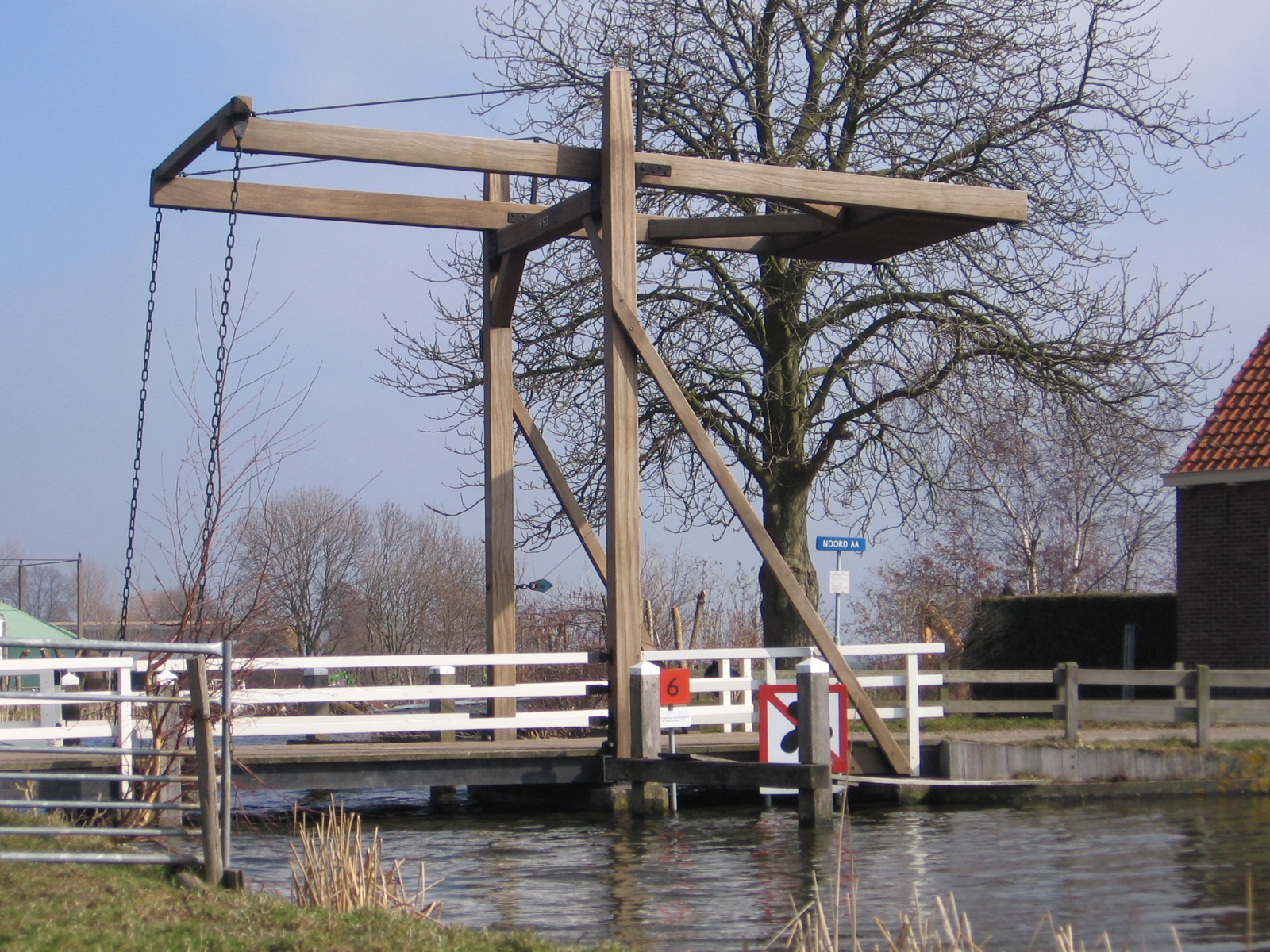
Pont sur le Noord Aa à Zoeterwoude-Weipoort